# Metalimnobia (Metalimnobia) hudsonica
Metalimnobia (Metalimnobia) hudsonica is een tweevleugelige uit de familie steltmuggen (Limoniidae). De soort komt voor in het Nearctisch gebied.